# Светско првенство у фудбалу 2018.
Светско првенство у фудбалу 2018. (службени назив: 2018 FIFA World Cup Russia™) јесте 21. светско фудбалско првенство, које је одржано у Русији од 14. јуна до 15. јула 2018. године. На првенству су учествовале 32 репрезентације из 5 конфедерација. Финале је одржано на стадиону Лужники у Москви.
Светско првенство је први пут одржано у највећој држави на свету, али и по први пут у једној источноевропској земљи, у већински православној земљи и на говорном подручју словенских језика. Титулу светског првака по други пут освојила је Француска, савладавши у финалу Хрватску. Белгија је остварила највећи успех у историји, освајањем трећег места након победе против Енглеске.

## Избор домаћина
Избор домаћина је почео у јануару 2009. године, а национални савези су имали рок да до 2. фебруара 2009. године поднесу своје интересе. Укупно 9 држава је предало захтеве за домаћинство али је свој захтјев касније повукао Мексико, а понуда Индонезије је одбијена од стране ФИФА у фебруару 2010. године. Касније су Аустралија, Јапан и САД такође повукли своје понуде. Тако да су остале само четири понуде приказане у табели.
У Цириху 2. децембра 2010. године сазван је одбор кога чине 22 члана да гласају за домаћина.
| Држава               | Први круг | Други круг |
| -------------------- | --------- | ---------- |
| Русија               | 9         | 13         |
| Шпанија/ Португалија | 7         | 7          |
| Холандија/ Белгија   | 4         | 2          |
| Енглеска             | 2         | Елиминисан |

## Квалификације
| Регион                              | Квалификације |
| ----------------------------------- | ------------- |
| Европа                              | 13+1 од 54    |
| Јужна Америка                       | 4+1 од 10     |
| Северна, Централна Америка и Кариби | 3+1 од 35     |
| Азија                               | 4+1 од 46     |
| Африка                              | 5 од 54       |
| Океанија                            | 0+1 од 11     |

### Репрезентације које су се квалификовале
На Светском првенству 2018. су укупно учествовале 32 земље, а то су:
| Азија (5) - Аустралија - Иран - Јапан - Јужна Кореја - Саудијска Арабија Африка (5) - Египат - Мароко - Нигерија - Сенегал - Тунис | Северна Америка, Средња Америка и Кариби (3) - Костарика - Мексико - Панама Јужна Америка (5) - Аргентина - Бразил - Колумбија - Перу - Уругвај Океанија (0) - Нико се није квалификовао | Европа (14) - Белгија - Данска - Енглеска - Исланд - Немачка - Пољска - Португал - Русија (домаћин) - Србија - Француска - Хрватска - Швајцарска - Шведска - Шпанија |

## Жреб
Жреб је одржан 1. децембра 2017. у Кремлин палати у Москви. Распоред шешира је био следећи:
| Шешир 1 - Русија - Немачка - Бразил - Португал - Аргентина - Белгија - Пољска - Француска | Шешир 2 - Шпанија - Перу - Швајцарска - Енглеска - Колумбија - Мексико - Уругвај - Хрватска | Шешир 3 - Данска - Исланд - Костарика - Шведска - Тунис - Египат - Сенегал - Иран | Шешир 4 - Србија - Нигерија - Аустралија - Јапан - Мароко - Панама - Јужна Кореја - Саудијска Арабија |  |

## Стадиони
Русија је предложила следеће градове домаћине: Калињинград, Казањ, Краснодар, Москва, Нижњи Новгород, Ростов на Дону, Санкт Петербург, Самара, Саранск, Сочи, Волгоград, Јарослављ и Јекатеринбург. Сви градови домаћини су у Европској Русији да би се смањило време путовања по толико великој Русији. Руска понуда предлаже да се првенство одржи у 13 градова на 16 стадиона што задовољава Фифине минималне захтеве. Три од шеснаест стадиона би се реновирало, док је осталих тринаест новоизграђено. У октобру 2013. године Русија је смањила број стадиона са 16 на 14.
Изградња предложеног стадиона у Подољску у Московској области је отказана од стране покрајинске владе, док Откритиот арена се такмичи са Динамо стадионом који ће бити први изграђен тај ће бити домаћин.
Коначан избор градова домаћина је расписан 29. септембра 2012. године. Број градова је и даље смањен на 11, а број стадиона на 12.
Сеп Блатер је у јулу 2014. године изјавио да због забринутости око завршетка стадиона у Русији, да број стадиона може бити смањен са 12 на 10. Он је такође рекао да неће бити у ситуацији као што је била Јужна Африка 2010. године.
У октобру 2014. године Фифина инспекција је први пут обишла Русију и посетила градове: Санкт Петербург, Сочи, Казањ, и оба стадиона у Москви. Они су били задовољни напретком.
| Москва                           | Москва                                                                                                   | Санкт Петербург                                                                                          | Калињинград                                     |
| -------------------------------- | --- | --- | ----------------------------------------------- |
| Стадион Лужњики                  | Откритије арена                                                                                          | Крестовски арена                                                                                         | Стадион Калињинград                             |
| Капацитет: 81.000 (у изградњи)   | Капацитет: 44.929 (нови стадион)                                                                         | Капацитет: 66.881 (нови стадион)                                                                         | Капацитет: 35.000 (нови стадион)                |
|                                  | | |                                                 |
| Казањ                            | МоскваСанкт ПетербургКалињинградНижњи НовгородКазањСамараВолгоградСаранскСочиРостов на ДонуЈекатеринбург | МоскваСанкт ПетербургКалињинградНижњи НовгородКазањСамараВолгоградСаранскСочиРостов на ДонуЈекатеринбург | Нижњи Новгород                                  |
| Казањ арена                      | МоскваСанкт ПетербургКалињинградНижњи НовгородКазањСамараВолгоградСаранскСочиРостов на ДонуЈекатеринбург | МоскваСанкт ПетербургКалињинградНижњи НовгородКазањСамараВолгоградСаранскСочиРостов на ДонуЈекатеринбург | Стадион Нижњи Новгород                          |
| Капацитет: 45.105 (нови стадион) | МоскваСанкт ПетербургКалињинградНижњи НовгородКазањСамараВолгоградСаранскСочиРостов на ДонуЈекатеринбург | МоскваСанкт ПетербургКалињинградНижњи НовгородКазањСамараВолгоградСаранскСочиРостов на ДонуЈекатеринбург | Капацитет: 44.899 (нови стадион)                |
|                                  | МоскваСанкт ПетербургКалињинградНижњи НовгородКазањСамараВолгоградСаранскСочиРостов на ДонуЈекатеринбург | МоскваСанкт ПетербургКалињинградНижњи НовгородКазањСамараВолгоградСаранскСочиРостов на ДонуЈекатеринбург |                                                 |
| Самара                           | МоскваСанкт ПетербургКалињинградНижњи НовгородКазањСамараВолгоградСаранскСочиРостов на ДонуЈекатеринбург | МоскваСанкт ПетербургКалињинградНижњи НовгородКазањСамараВолгоградСаранскСочиРостов на ДонуЈекатеринбург | Волгоград                                       |
| Самара арена (нови стадион)      | МоскваСанкт ПетербургКалињинградНижњи НовгородКазањСамараВолгоградСаранскСочиРостов на ДонуЈекатеринбург | МоскваСанкт ПетербургКалињинградНижњи НовгородКазањСамараВолгоградСаранскСочиРостов на ДонуЈекатеринбург | Волгоград арена (реновирање)                    |
| Капацитет: 44.918                | МоскваСанкт ПетербургКалињинградНижњи НовгородКазањСамараВолгоградСаранскСочиРостов на ДонуЈекатеринбург | МоскваСанкт ПетербургКалињинградНижњи НовгородКазањСамараВолгоградСаранскСочиРостов на ДонуЈекатеринбург | Капацитет: 45.015                               |
|                                  | МоскваСанкт ПетербургКалињинградНижњи НовгородКазањСамараВолгоградСаранскСочиРостов на ДонуЈекатеринбург | МоскваСанкт ПетербургКалињинградНижњи НовгородКазањСамараВолгоградСаранскСочиРостов на ДонуЈекатеринбург |                                                 |
| Саранск                          | Ростов на Дону                                                                                           | Сочи | Јекатеринбург                                   |
| Мордовија арена (нови стадион)   | Ростов арена (нови стадион)                                                                              | Олимпијски стадион Фишт (нови стадион)                                                                   | Централни стадион у Јекатеринбургу (у изградњи) |
| Капацитет: 45.015                | Капацитет: 43.702                                                                                        | Капацитет: 47.659                                                                                        | Капацитет: 35.000                               |
|                                  | | |                                                 |

## Такмичење по групама
| Група А Група Б Група Ц Група Д | Група Е Група Ф Група Г Група Х |

Сатница одигравања утакмица је по средњоевропском летњем времену (UTC+2).

### Група А
|    | Табела групе А    | И | Д | Н | И | ДГ | ПГ | ГР | Бод. |
| -- | ----------------- | - | - | - | - | -- | -- | -- | ---- |
| 1. | Уругвај           | 3 | 3 | 0 | 0 | 5  | 0  | +5 | 9    |
| 2. | Русија            | 3 | 2 | 0 | 1 | 8  | 4  | +4 | 6    |
| 3. | Саудијска Арабија | 3 | 1 | 0 | 2 | 2  | 7  | -5 | 3    |
| 4. | Египат            | 3 | 0 | 0 | 3 | 2  | 6  | -4 | 0    |

| Русија                                                         | 5:0    | Саудијска Арабија |
| -------------------------------------------------------------- | ------ | ----------------- |
| Газински 12’ · Черишев 43’, 90+1’ · Дзјуба 71’ · Головин 90+4’ | Детаљи |                   |

| Египат | 0:1    | Уругвај     |
| ------ | ------ | ----------- |
|        | Детаљи | Хименес 89’ |

| Русија                                     | 3:1    | Египат           |
| ------------------------------------------ | ------ | ---------------- |
| Фатхи 47’ (аг.) · Черишев 59’ · Дзјуба 62’ | Детаљи | Салах 73’ (пен.) |

| Уругвај    | 1:0    | Саудијска Арабија |
| ---------- | ------ | ----------------- |
| Суарез 23’ | Детаљи |                   |

| Уругвај                                     | 3:0    | Русија |
| ------------------------------------------- | ------ | ------ |
| Суарез 10’ · Черишев 23’ (аг.) · Кавани 90’ | Детаљи |        |

| Саудијска Арабија                        | 2:1    | Египат    |
| ---------------------------------------- | ------ | --------- |
| Ел Фараџ 45+6’ (пен.) · Ел Давсари 90+5’ | Детаљи | Салах 22’ |

### Група Б
|    | Табела групе Б | И | Д | Н | И | ДГ | ПГ | ГР | Бод. |
| -- | -------------- | - | - | - | - | -- | -- | -- | ---- |
| 1. | Шпанија        | 3 | 1 | 2 | 0 | 6  | 5  | +1 | 5    |
| 2. | Португал       | 3 | 1 | 2 | 0 | 5  | 4  | +1 | 5    |
| 3. | Иран           | 3 | 1 | 1 | 1 | 2  | 2  | 0  | 4    |
| 4. | Мароко         | 3 | 0 | 1 | 2 | 2  | 4  | -2 | 1    |

| Мароко | 0:1    | Иран                |
| ------ | ------ | ------------------- |
|        | Детаљи | Бухадуз 90+5’ (аг.) |

| Португал                    | 3:3    | Шпанија                   |
| --------------------------- | ------ | ------------------------- |
| Роналдо 4’ (пен.), 44’, 88’ | Детаљи | Коста 24’, 55’ · Начо 58’ |

| Португал   | 1:0    | Мароко |
| ---------- | ------ | ------ |
| Роналдо 4’ | Детаљи |        |

| Иран | 0:1    | Шпанија   |
| ---- | ------ | --------- |
|      | Детаљи | Коста 54’ |

| Иран                    | 1:1    | Португал     |
| ----------------------- | ------ | ------------ |
| Ансарифард 90+3’ (пен.) | Детаљи | Кварежма 45’ |

| Шпанија                | 2:2    | Мароко                     |
| ---------------------- | ------ | -------------------------- |
| Иско 19’ · Аспас 90+1’ | Детаљи | Бутаиб 14’ · Ен-Несири 81’ |

### Група Ц
|    | Табела групе Ц | И | Д | Н | И | ДГ | ПГ | ГР | Бод. |
| -- | -------------- | - | - | - | - | -- | -- | -- | ---- |
| 1. | Француска      | 3 | 2 | 1 | 0 | 3  | 1  | +2 | 7    |
| 2. | Данска         | 3 | 1 | 2 | 0 | 2  | 1  | +1 | 5    |
| 3. | Перу           | 3 | 1 | 0 | 2 | 2  | 2  | 0  | 3    |
| 4. | Аустралија     | 3 | 0 | 1 | 2 | 2  | 5  | -3 | 1    |

| Француска                            | 2:1    | Аустралија         |
| ------------------------------------ | ------ | ------------------ |
| Гризман 58’ (пен.) · Бехич 81’ (аг.) | Детаљи | Јединак 62’ (пен.) |

| Перу | 0:1    | Данска      |
| ---- | ------ | ----------- |
|      | Детаљи | Повлсен 59’ |

| Данска     | 1:1    | Аустралија         |
| ---------- | ------ | ------------------ |
| Ериксен 7’ | Детаљи | Јединак 38’ (пен.) |

| Француска | 1:0    | Перу |
| --------- | ------ | ---- |
| Мбапе 34’ | Детаљи |      |

| Данска | 0:0    | Француска |
| ------ | ------ | --------- |
|        | Детаљи |           |

| Аустралија | 0:2    | Перу                    |
| ---------- | ------ | ----------------------- |
|            | Детаљи | Кариљо 18’ · Гереро 50’ |

### Група Д
|    | Табела групе Д | И | Д | Н | И | ДГ | ПГ | ГР | Бод. |
| -- | -------------- | - | - | - | - | -- | -- | -- | ---- |
| 1. | Хрватска       | 3 | 3 | 0 | 0 | 7  | 1  | +6 | 9    |
| 2. | Аргентина      | 3 | 1 | 1 | 1 | 3  | 5  | -2 | 4    |
| 3. | Нигерија       | 3 | 1 | 0 | 2 | 3  | 4  | -1 | 3    |
| 4. | Исланд         | 3 | 0 | 1 | 2 | 2  | 5  | -3 | 1    |

| Аргентина  | 1:1    | Исланд         |
| ---------- | ------ | -------------- |
| Агверо 19’ | Детаљи | Финбогасон 23’ |

| Хрватска                            | 2:0    | Нигерија |
| ----------------------------------- | ------ | -------- |
| Етебо 32’ (аг.) · Модрић 71’ (пен.) | Детаљи |          |

| Аргентина | 0:3    | Хрватска                               |
| --------- | ------ | -------------------------------------- |
|           | Детаљи | Ребић 53’ · Модрић 80’ · Ракитић 90+1’ |

| Нигерија      | 2:0    | Исланд |
| ------------- | ------ | ------ |
| Муса 49’, 75’ | Детаљи |        |

| Нигерија         | 1:2    | Аргентина           |
| ---------------- | ------ | ------------------- |
| Мозес 51’ (пен.) | Детаљи | Меси 14’ · Рохо 86’ |

| Исланд               | 1:2    | Хрватска                |
| -------------------- | ------ | ----------------------- |
| Сигурдсон 76’ (пен.) | Детаљи | Бадељ 53’ · Перишић 90’ |

### Група Е
|    | Табела групе Е | И | Д | Н | И | ДГ | ПГ | ГР | Бод. |
| -- | -------------- | - | - | - | - | -- | -- | -- | ---- |
| 1. | Бразил         | 3 | 2 | 1 | 0 | 5  | 1  | +4 | 7    |
| 2. | Швајцарска     | 3 | 1 | 2 | 0 | 5  | 4  | +1 | 5    |
| 3. | Србија         | 3 | 1 | 0 | 2 | 2  | 4  | -2 | 3    |
| 4. | Костарика      | 3 | 0 | 1 | 2 | 2  | 5  | -3 | 1    |

| Костарика | 0:1    | Србија      |
| --------- | ------ | ----------- |
|           | Детаљи | Коларов 56’ |

| Бразил     | 1:1    | Швајцарска |
| ---------- | ------ | ---------- |
| Кутињо 20’ | Детаљи | Цубер 50’  |

| Бразил                      | 2:0    | Костарика |
| --------------------------- | ------ | --------- |
| Кутињо 90+1’ · Нејмар 90+7’ | Детаљи |           |

| Србија      | 1:2    | Швајцарска            |
| ----------- | ------ | --------------------- |
| Митровић 5’ | Детаљи | Џака 52’ · Шаћири 90’ |

| Србија | 0:2    | Бразил                  |
| ------ | ------ | ----------------------- |
|        | Детаљи | Паулињо 36’ · Силва 68’ |

| Швајцарска              | 2:2    | Костарика                      |
| ----------------------- | ------ | ------------------------------ |
| Џемаили 31’ · Дрмић 88’ | Детаљи | Вастон 52’ · Зомер 90+3’ (аг.) |

### Група Ф
|    | Табела групе Ф | И | Д | Н | И | ДГ | ПГ | ГР | Бод. |
| -- | -------------- | - | - | - | - | -- | -- | -- | ---- |
| 1. | Шведска        | 3 | 2 | 0 | 1 | 5  | 2  | +3 | 6    |
| 2. | Мексико        | 3 | 2 | 0 | 1 | 3  | 4  | -1 | 6    |
| 3. | Јужна Кореја   | 3 | 1 | 0 | 2 | 3  | 3  | 0  | 3    |
| 4. | Немачка        | 3 | 1 | 0 | 2 | 2  | 4  | -2 | 3    |

| Немачка | 0:1    | Мексико    |
| ------- | ------ | ---------- |
|         | Детаљи | Лозано 35’ |

| Шведска              | 1:0    | Јужна Кореја |
| -------------------- | ------ | ------------ |
| Гранквист 65’ (пен.) | Детаљи |              |

| Јужна Кореја    | 1:2    | Мексико                        |
| --------------- | ------ | ------------------------------ |
| Хеунг-мин 90+3’ | Детаљи | Вела 26’ (пен.) · Ернандез 66’ |

| Немачка               | 2:1    | Шведска      |
| --------------------- | ------ | ------------ |
| Ројс 48’ · Крос 90+5’ | Детаљи | Тоивонен 32’ |

| Јужна Кореја                     | 2:0    | Немачка |
| -------------------------------- | ------ | ------- |
| Јун Гвон 90+3’ · Хеунг-мин 90+6’ | Детаљи |         |

| Мексико | 0:3    | Шведска                                            |
| ------- | ------ | -------------------------------------------------- |
|         | Детаљи | Авустинсон 50’ · Гранквист 62’ · Алварез 74’ (аг.) |

### Група Г
|    | Табела групе Г | И | Д | Н | И | ДГ | ПГ | ГР | Бод. |
| -- | -------------- | - | - | - | - | -- | -- | -- | ---- |
| 1. | Белгија        | 3 | 3 | 0 | 0 | 9  | 2  | +7 | 9    |
| 2. | Енглеска       | 3 | 2 | 0 | 1 | 8  | 3  | +5 | 6    |
| 3. | Тунис          | 3 | 1 | 0 | 2 | 5  | 8  | -3 | 3    |
| 4. | Панама         | 3 | 0 | 0 | 3 | 2  | 11 | -9 | 0    |

| Белгија                       | 3:0    | Панама |
| ----------------------------- | ------ | ------ |
| Мертенс 47’ · Лукаку 69’, 75’ | Детаљи |        |

| Тунис           | 1:2    | Енглеска        |
| --------------- | ------ | --------------- |
| Саси 35’ (пен.) | Детаљи | Кејн 11’, 90+1’ |

| Белгија                                               | 5:2    | Тунис                  |
| ----------------------------------------------------- | ------ | ---------------------- |
| Азар 6’ (пен), 51’ · Лукаку 16’, 45+3’ · Батшуаји 90’ | Детаљи | Брон 18’ · Хазри 90+3’ |

| Енглеска                                                   | 6:1    | Панама    |
| ---------------------------------------------------------- | ------ | --------- |
| Стоунс 8’, 40’ · Кејн 22’, 45+1’ (пен.), 62’ · Лингард 36’ | Детаљи | Балој 78’ |

| Енглеска | 0:1    | Белгија     |
| -------- | ------ | ----------- |
|          | Детаљи | Јанузај 51’ |

| Панама            | 1:2    | Тунис                 |
| ----------------- | ------ | --------------------- |
| Меријах 33’ (аг.) | Детаљи | Јусеф 51’ · Хазри 66’ |

### Група Х
|    | Табела групе Х | И | Д | Н | И | ДГ | ПГ | ГР | Бод. |
| -- | -------------- | - | - | - | - | -- | -- | -- | ---- |
| 1. | Колумбија      | 3 | 2 | 0 | 1 | 5  | 2  | +3 | 6    |
| 2. | Јапан          | 3 | 1 | 1 | 1 | 4  | 4  | 0  | 4    |
| 3. | Сенегал        | 3 | 1 | 1 | 1 | 4  | 4  | 0  | 4    |
| 4. | Пољска         | 3 | 1 | 0 | 2 | 2  | 5  | -3 | 3    |

| Колумбија   | 1:2    | Јапан                        |
| ----------- | ------ | ---------------------------- |
| Кинтеро 39’ | Детаљи | Кагава 6’ (пен.) · Осако 73’ |

| Пољска        | 1:2    | Сенегал                      |
| ------------- | ------ | ---------------------------- |
| Криховјак 86’ | Детаљи | Чонек 37’ (аг.) · Нијанг 60’ |

| Јапан                | 2:2    | Сенегал             |
| -------------------- | ------ | ------------------- |
| Инуј 34’ · Хонда 78’ | Детаљи | Мане 11’ · Ваге 71’ |

| Пољска | 0:3    | Колумбија                            |
| ------ | ------ | ------------------------------------ |
|        | Детаљи | Мина 40’ · Фалкао 70’ · Куадрадо 75’ |

| Јапан | 0:1    | Пољска       |
| ----- | ------ | ------------ |
|       | Детаљи | Беднарек 59’ |

| Сенегал | 0:1    | Колумбија |
| ------- | ------ | --------- |
|         | Детаљи | Мина 74’  |

## Елиминациона фаза
|  | Осмина финала                    | Осмина финала   |                            |       | Четвртфинале | Четвртфинале |                           |                           | Полуфинале | Полуфинале |  |  | Финале | Финале |
|  |                                  |                 |                            |       |              |              |                           |                           |            |            |  |  |        |        |
|  | 30. јун – Сочи                   |                 |                            |       |              |              |                           |                           |            |            |  |  |        |        |
|  |                                  |                 |                            |       |              |              |                           |                           |            |            |  |  |        |        |
|  | Уругвај                          | 2               |                            |       |              |              |                           |                           |            |            |  |  |        |        |
|  | Уругвај                          | 2               | 6. јул – Нижњи Новгород    |       |              |              |                           |                           |            |            |  |  |        |        |
|  | Португал                         | 1               |                            |       |              |              |                           |                           |            |            |  |  |        |        |
|  | Португал                         | 1               | Уругвај                    | 0     |              |              |                           |                           |            |            |  |  |        |        |
|  | 30. јун – Казањ                  |                 | Уругвај                    | 0     |              |              |                           |                           |            |            |  |  |        |        |
|  |                                  | Француска       | 2                          |       |              |              |                           |                           |            |            |  |  |        |        |
|  | Француска                        | Француска       | 2                          | 4     |              |              |                           |                           |            |            |  |  |        |        |
|  | Француска                        |                 | 10. јул – Санкт Петербург  | 4     |              |              |                           |                           |            |            |  |  |        |        |
|  | Аргентина                        | 3               |                            |       |              |              |                           |                           |            |            |  |  |        |        |
|  | Аргентина                        | 3               | Француска                  | 1     |              |              |                           |                           |            |            |  |  |        |        |
|  | 2. јул – Самара                  |                 | Француска                  | 1     |              |              |                           |                           |            |            |  |  |        |        |
|  |                                  | Белгија         | 0                          |       |              |              |                           |                           |            |            |  |  |        |        |
|  | Бразил                           | Белгија         | 0                          | 2     |              |              |                           |                           |            |            |  |  |        |        |
|  | Бразил                           | 6. јул – Казањ  |                            | 2     |              |              |                           |                           |            |            |  |  |        |        |
|  | Мексико                          | 0               |                            |       |              |              |                           |                           |            |            |  |  |        |        |
|  | Мексико                          | 0               | Бразил                     | 1     |              |              |                           |                           |            |            |  |  |        |        |
|  | 2. јул – Ростов на Дону          |                 | Бразил                     | 1     |              |              |                           |                           |            |            |  |  |        |        |
|  |                                  | Белгија         | 2                          |       |              |              |                           |                           |            |            |  |  |        |        |
|  | Белгија                          | Белгија         | 2                          | 3     |              |              |                           |                           |            |            |  |  |        |        |
|  | Белгија                          |                 | 15. јул – Москва (Лужники) | 3     |              |              |                           |                           |            |            |  |  |        |        |
|  | Јапан                            | 2               |                            |       |              |              |                           |                           |            |            |  |  |        |        |
|  | Јапан                            | 2               | Француска                  | 4     |              |              |                           |                           |            |            |  |  |        |        |
|  | 1. јул – Москва (Лужники)        |                 | Француска                  | 4     |              |              |                           |                           |            |            |  |  |        |        |
|  |                                  | Хрватска        | 2                          |       |              |              |                           |                           |            |            |  |  |        |        |
|  | Шпанија                          | Хрватска        | 2                          | 1 (3) |              |              |                           |                           |            |            |  |  |        |        |
|  | Шпанија                          | 7. јул – Сочи   |                            | 1 (3) |              |              |                           |                           |            |            |  |  |        |        |
|  | Русија (пен.)                    | 1 (4)           |                            |       |              |              |                           |                           |            |            |  |  |        |        |
|  | Русија (пен.)                    | 1 (4)           | Русија                     | 2 (3) |              |              |                           |                           |            |            |  |  |        |        |
|  | 1. јул – Нижњи Новгород          |                 | Русија                     | 2 (3) |              |              |                           |                           |            |            |  |  |        |        |
|  |                                  | Хрватска (пен.) | 2 (4)                      |       |              |              |                           |                           |            |            |  |  |        |        |
|  | Хрватска (пен.)                  | Хрватска (пен.) | 2 (4)                      | 1 (3) |              |              |                           |                           |            |            |  |  |        |        |
|  | Хрватска (пен.)                  |                 | 11. јул – Москва (Лужники) | 1 (3) |              |              |                           |                           |            |            |  |  |        |        |
|  | Данска                           | 1 (2)           |                            |       |              |              |                           |                           |            |            |  |  |        |        |
|  | Данска                           | 1 (2)           | Хрватска (прод.)           | 2     |              |              |                           |                           |            |            |  |  |        |        |
|  | 3. јул – Санкт Петербург         |                 | Хрватска (прод.)           | 2     |              |              |                           |                           |            |            |  |  |        |        |
|  |                                  | Енглеска        | 1                          |       | Треће место  | Треће место  |                           |                           |            |            |  |  |        |        |
|  | Шведска                          | Енглеска        | 1                          | 1     | Треће место  | Треће место  |                           |                           |            |            |  |  |        |        |
|  | Шведска                          | 7. јул – Самара | 7. јул – Самара            | 1     |              |              | 14. јул – Санкт Петербург | 14. јул – Санкт Петербург |            |            |  |  |        |        |
|  | Швајцарска                       | 7. јул – Самара | 7. јул – Самара            | 0     |              |              | 14. јул – Санкт Петербург | 14. јул – Санкт Петербург |            |            |  |  |        |        |
|  | Швајцарска                       | Шведска         | 0                          | 0     | Белгија      | 2            |                           |                           |            |            |  |  |        |        |
|  | 3. јул – Москва (Откритие арена) | Шведска         | 0                          |       | Белгија      | 2            |                           |                           |            |            |  |  |        |        |
|  |                                  | Енглеска        | 2                          |       | Енглеска     | 0            |                           |                           |            |            |  |  |        |        |
|  | Колумбија                        | Енглеска        | 2                          | 1 (3) | Енглеска     | 0            |                           |                           |            |            |  |  |        |        |
|  | Колумбија                        |                 |                            | 1 (3) |              |              |                           |                           |            |            |  |  |        |        |
|  | Енглеска (пен.)                  | 1 (4)           |                            |       |              |              |                           |                           |            |            |  |  |        |        |
|  | Енглеска (пен.)                  | 1 (4)           |                            |       |              |              |                           |                           |            |            |  |  |        |        |

### Осмина финала
| Француска                                       | 4:3    | Аргентина                                 |
| ----------------------------------------------- | ------ | ----------------------------------------- |
| Гризман 13’ (пен.) · Павар 57’ · Мбапе 64’, 68’ | Детаљи | ди Мариа 41’ · Меркадо 48’ · Агверо 90+3’ |

| Уругвај        | 2:1    | Португал |
| -------------- | ------ | -------- |
| Кавани 7’, 62’ | Детаљи | Пепе 55’ |

| Шпанија                                | 1:1 (прод.) | Русија                                 |
| -------------------------------------- | ----------- | -------------------------------------- |
| Игнашевич 12’ (аг.)                    | Детаљи      | Дзјуба 41’ (пен.)                      |
| Пенали                                 |             |                                        |
| Инијеста · Пике · Коке · Рамос · Аспас | 3:4         | Смолов · Игнашевич · Головин · Черишев |

| Хрватска                                      | 1:1 (прод.) | Данска                                             |
| --------------------------------------------- | ----------- | -------------------------------------------------- |
| Манџукић 4’                                   | Детаљи      | М. Јергенсен 1’                                    |
| Пенали                                        |             |                                                    |
| Бадељ · Крамарић · Модрић · Пиварић · Ракитић | 3:2         | Ериксен · Кјер · Крон Дели · Шене · Н. Јергенсен · |

| Бразил                   | 2:0    | Мексико |
| ------------------------ | ------ | ------- |
| Нејмар 51’ · Фирмино 88’ | Детаљи |         |

| Белгија                                   | 3:2    | Јапан                   |
| ----------------------------------------- | ------ | ----------------------- |
| Вертонген 69’ · Фелаини 74’ · Шадли 90+4’ | Детаљи | Харагучи 48’ · Инуј 52’ |

| Шведска      | 1:0    | Швајцарска |
| ------------ | ------ | ---------- |
| Форсберг 66’ | Детаљи |            |

| Колумбија                                  | 1:1 (прод.) | Енглеска                                      |
| ------------------------------------------ | ----------- | --------------------------------------------- |
| Мина 90+3’                                 | Детаљи      | Кејн 57’ (пен.)                               |
| Пенали                                     |             |                                               |
| Фалкао · Квадрадо · Муријел · Урибе · Бака | 3:4         | Кејн · Рашфорд · Хендерсон · Трипијер · Дајер |

### Четвртфинале
| Уругвај | 0:2    | Француска               |
| ------- | ------ | ----------------------- |
|         | Детаљи | Варан 40’ · Гризман 61’ |

| Бразил      | 1:2    | Белгија                              |
| ----------- | ------ | ------------------------------------ |
| Аугусто 76’ | Детаљи | Фернандињо 13’ (аг.) · Де Бројне 31’ |

| Шведска | 0:2    | Енглеска                    |
| ------- | ------ | --------------------------- |
|         | Детаљи | Мегвајер 30’ · Деле Али 59’ |

| Русија                                               | 2:2 (прод.) | Хрватска                                     |
| ---------------------------------------------------- | ----------- | -------------------------------------------- |
| Черишев 31’ · Фернандез 115’                         | Детаљи      | Крамарић 39’ · Вида 101’                     |
| Пенали                                               |             |                                              |
| Смолов · Дзагојев · Фернандез · Игнашевич · Кузјајев | 3:4         | Брозовић · Ковачић · Модрић · Вида · Ракитић |

### Полуфинале
| Француска  | 1:0    | Белгија |
| ---------- | ------ | ------- |
| Умтити 51’ | Детаљи |         |

| Хрватска                    | 2:1 (прод.) | Енглеска    |
| --------------------------- | ----------- | ----------- |
| Перишић 68’ · Манџукић 109’ | Детаљи      | Трипијер 5’ |

### За 3. место
| Белгија              | 2:0    | Енглеска |
| -------------------- | ------ | -------- |
| Меније 4’ · Азар 82’ | Детаљи |          |

### Финале
| Француска                                                     | 4:2    | Хрватска                   |
| ------------------------------------------------------------- | ------ | -------------------------- |
| Манџукић 18’ (аг.) · Гризман 38’ пен. · Погба 59’ · Мбапе 65’ | Детаљи | Перишић 28’ · Манџукић 69’ |

| Победник Светског првенства 2018. |
| Француска Друга титула            |

## Статистике

### Најбољи стрелци
6 голова
- Хари Кејн

4 гола
| - Ромелу Лукаку - Кристијано Роналдо | - Денис Черишев - Антоан Гризман | - Килијан Мбапе |

3 гола
| - Едан Азар - Јери Мина - Артјом Дзјуба | - Единсон Кавани - Иван Перишић | - Марио Манџукић - Дијего Коста |

2 гола
| - Серхио Агверо - Миле Јединак - Нејмар - Филипе Кутињо - Мохамед Салах | - Џон Стоунс - Такаши Инуј - Сон Хеунг-мин - Ахмед Муса | - Вахби Хазри - Луис Суарез - Лука Модрић - Андреас Гранквист |

1 гол
| - Анхел ди Мариа - Габријел Меркадо - Маркос Рохо - Лионел Меси - Аднан Јанузај - Дрис Мертенс - Јан Вертонген - Кевин Де Бројне - Маруан Фелаини - Миши Батшуаји - Насер Шадли - Томас Меније - Паулињо - Ренато Аугусто - Роберто Фирмино - Тијаго Силва - Јусуф Повлсен - Кристијан Ериксен - Матијас Јергенсен - Деле Али - Киран Трипијер - Хари Мегвајер - Џеси Лингард - Алфред Финбогасон - Гилфи Сигурдсон - Карим Ансарифард - Генки Харагучи - Јуја Осако | - Кеисуке Хонда - Шинџи Кагава - Ким Јун Гвон - Кендал Вастон - Радамел Фалкао - Хуан Куадрадо - Хуан Фернандо Кинтеро - Јусеф Ен Несири - Халид Боутаиб - Ирвинг Лозано - Карлос Вела - Хавијер Ернандез - Марко Ројс - Тони Крос - Виктор Мозес - Фелипе Балој - Андре Кариљо - Паоло Гереро - Гжегож Криховјак - Јан Беднарек - Пепе - Рикардо Кварежма - Александр Головин - Јуриј Газински - Марио Фернандез - Салман ел Фараџ - Салем ел Давсари - М'Баје Нијанг | - Муса Ваге - Садио Мане - Александар Коларов - Александар Митровић - Дилан Брон - Фахредин Бен Јусеф - Ферџани Саси - Хосе Хименес - Бенжамин Павар - Пол Погба - Рафаел Варан - Самуел Умтити - Андреј Крамарић - Анте Ребић - Домагој Вида - Иван Ракитић - Милан Бадељ - Блерим Џемаили - Гранит Џака - Јосип Дрмић - Џердан Шаћири - Стивен Цубер - Емил Форсберг - Лудвиг Авустинсон - Ола Тојвонен - Иско - Јаго Аспас - Начо |

Аутогол
| - Азиз Бехич (против Француске) - Фернандињо (против Белгије) - Ахмед Фатхи (против Русије) - Азиз Бухадуз (против Ирана) - Едсон Алварез (против Шведске) - Огенекаро Етебо (против Хрватске) | - Тијаго Чонек (против Сенегала) - Денис Черишев (против Уругваја) - Сергеј Игнашевич (против Шпаније) - Јасин Меријах (против Панаме) - Марио Манџукић (против Француске) - Јан Зомер (против Костарике) |

### Награде
| Златна лопта            | Сребрна лопта         | Бронзана лопта        |
| ----------------------- | --------------------- | --------------------- |
| Лука Модрић             | Едан Азар             | Антоан Гризман        |
| Златна копачка          | Сребрна копачка       | Бронзана копачка      |
| Хари Кејн               | Антоан Гризман        | Ромелу Лукаку         |
| 6 голова, 0 асистенција | 4 гола, 2 асистенција | 4 гола, 1 асистенција |
| Златна рукавица         |                       |                       |
| Тибо Куртоа             |                       |                       |
| Најбољи млади играч     |                       |                       |
| Килијан Мбапе           |                       |                       |
| Награда за фер плеј     |                       |                       |
| Шпанија                 |                       |                       |

## Коначни пласман учесника
| Прво место Друго место Треће место Четврто место | Од 5. до 8. места Од 9. до 16. места Од 17. до 32. места |

| Поз                         | Тим               | Г | ИГ | П | Н | И | ГД | ГП | ГР  | Бод. |
| --------------------------- | ----------------- | - | -- | - | - | - | -- | -- | --- | ---- |
| Финале                      |                   |   |    |   |   |   |    |    |     |      |
| 1                           | Француска         | Ц | 7  | 6 | 1 | 0 | 14 | 6  | +8  | 19   |
| 2                           | Хрватска          | Д | 7  | 4 | 2 | 1 | 14 | 9  | +5  | 14   |
| Елиминисани у полуфиналу    |                   |   |    |   |   |   |    |    |     |      |
| 3                           | Белгија           | Г | 7  | 6 | 0 | 1 | 16 | 6  | +10 | 18   |
| 4                           | Енглеска          | Г | 7  | 3 | 1 | 3 | 12 | 8  | +4  | 10   |
| Елиминисани у четвртфиналу  |                   |   |    |   |   |   |    |    |     |      |
| 5                           | Уругвај           | А | 5  | 4 | 0 | 1 | 7  | 3  | +4  | 12   |
| 6                           | Бразил            | Е | 5  | 3 | 1 | 1 | 8  | 3  | +5  | 10   |
| 7                           | Шведска           | Ф | 5  | 3 | 0 | 2 | 6  | 4  | +2  | 9    |
| 8                           | Русија            | А | 5  | 2 | 2 | 1 | 11 | 7  | +4  | 8    |
| Елиминисани у осмини финала |                   |   |    |   |   |   |    |    |     |      |
| 9                           | Колумбија         | Х | 4  | 2 | 1 | 1 | 6  | 3  | +3  | 7    |
| 10                          | Шпанија           | Б | 4  | 1 | 3 | 0 | 7  | 6  | +1  | 6    |
| 11                          | Данска            | Ц | 4  | 1 | 3 | 0 | 3  | 2  | +1  | 6    |
| 12                          | Мексико           | Ф | 4  | 2 | 0 | 2 | 2  | 6  | −4  | 6    |
| 13                          | Португал          | Б | 4  | 1 | 2 | 1 | 6  | 6  | 0   | 5    |
| 14                          | Швајцарска        | Е | 4  | 1 | 2 | 1 | 5  | 5  | 0   | 5    |
| 15                          | Јапан             | Х | 4  | 1 | 1 | 2 | 6  | 7  | −1  | 4    |
| 16                          | Аргентина         | Д | 4  | 1 | 1 | 2 | 6  | 9  | −3  | 4    |
| Елиминисани у групној фази  |                   |   |    |   |   |   |    |    |     |      |
| 17                          | Сенегал           | Х | 3  | 1 | 1 | 1 | 4  | 4  | 0   | 4    |
| 18                          | Иран              | Б | 3  | 1 | 1 | 1 | 2  | 2  | 0   | 4    |
| 19                          | Јужна Кореја      | Ф | 3  | 1 | 0 | 2 | 3  | 3  | 0   | 3    |
| 20                          | Перу              | Ц | 3  | 1 | 0 | 2 | 2  | 2  | 0   | 3    |
| 21                          | Нигерија          | Д | 3  | 1 | 0 | 2 | 3  | 4  | −1  | 3    |
| 22                          | Немачка           | Ф | 3  | 1 | 0 | 2 | 2  | 4  | −2  | 3    |
| 23                          | Србија            | Е | 3  | 1 | 0 | 2 | 2  | 4  | −2  | 3    |
| 24                          | Тунис             | Г | 3  | 1 | 0 | 2 | 5  | 8  | −3  | 3    |
| 25                          | Пољска            | Х | 3  | 1 | 0 | 2 | 2  | 5  | −3  | 3    |
| 26                          | Саудијска Арабија | А | 3  | 1 | 0 | 2 | 2  | 7  | −5  | 3    |
| 27                          | Мароко            | Б | 3  | 0 | 1 | 2 | 2  | 4  | −2  | 1    |
| 28                          | Исланд            | Д | 3  | 0 | 1 | 2 | 2  | 5  | −3  | 1    |
| 29                          | Костарика         | Е | 3  | 0 | 1 | 2 | 2  | 5  | −3  | 1    |
| 30                          | Аустралија        | Ц | 3  | 0 | 1 | 2 | 2  | 5  | −3  | 1    |
| 31                          | Египат            | А | 3  | 0 | 0 | 3 | 2  | 6  | −4  | 0    |
| 32                          | Панама            | Г | 3  | 0 | 0 | 3 | 2  | 11 | −9  | 0    |

## Симболи првенства

### Лого и слоган
Званични лого је представљен 28. октобра 2014. године у Бољшој позоришту. Лого осликава трофеј првенства, са руским обележјима у црвеној, плавој и златној боји.

### Маскота
Забивака (рус. Забива́ка; срп. Стрелац), била је званична маскота Светског првенства у фудбалу 2018. које је одржано у Русији. Маскота је званично представљена 21. октобра 2016. године и симболизује антропомофрног вука са браон и белим крзном, бело-плавом мајицом са натписом RUSSIA 2018, црвеним шортсем и наранџастим спортским наочарима. Комбинација плаво-беле мајице и црвеног шортса представља комбинацију националних боја Русије. Дизајнер маскоте је студенткиња Јекатерина Бочарова, а њен предлог је изабран путем гласања на интернету.

### Званична лопта
Име лопте је откривено 9. новембра 2017, на презентацији у Москви, од стране Лионела Месија, добитника златне лопте на Светском првенству 2014. Презентацији су присуствовали бројни ранији побједници Свјетског првенства: Зинедин Зидан, Кака, Алесандро Дел Пјеро, Шаби Алонсо и Лукас Подолски. Телстар 18 је насљедник Адидасове прве лопте за Светско првенство, која је названа Телстар по америчком комуникационом сателиту Телстару, који је уништен током Хладног рата. Реч „Телстар” изведена је од комбинације ријечи „телевизија” и „стар” (досл. звијезда).
Оригинална Телстар лопта кориштена на Светском првенству 1970 је била прва лопта са црним и белим обрасцем. То је урађено да би се осигурало да ће публика преко телевизије знати где је лопта у току игре, јер су се користили црно бели телевизори, док су телевизори у боји били ретки у свету у то доба. Иако је Телстар имао 32 табле, Телстар 18 има шест текстурних табли. Оне нису пришивене, већ су прилепљене заједно.
У лопту је уграђен NFC (енгл. near-field communication; досл. комуникација кратког поља) чип, који је уграђен по први пут у историји Светских првенстава. Ипак, не користи фудбалерима, не пружа информације о њиховим ударцима ногом или главом, иако је Адидас то омогућио код претходне лопте. Корисници који купе лопту, могу да се конектују на чип преко паметних телефона, да би имали приступ садржају и информацијама које су јединствене за лопту, персонализаване и локализоване, обезбеђујући корисницима приступ садржају о Светском првенству.

### Спонзори
| - Adidas - Coca-Cola - Gazprom - Hyundai–Kia - Qatar Airways | - Visa - Wanda Group |

| - Anheuser-Busch InBev - Hisense - McDonald's - Mengniu Dairy - Vivo |

## Контроверзе
Као и за Зимске олимпијске игре 2014. избор Русије за домаћина је споран. Контроверзна питања подразумјевају ниво расизма руског фудбала, и дискриминацију ЛГБТ људи у ширем Руском друштву. Учешће Русије у сукобу са Украјином је такође изазвало позив да се турнир одржи у Русији, поготово након анексије Крима, и наводна улога Русије у уништавању Малејша ерлајнс лета 17. Председник ФИФЕ — Сеп Блатер, рекао је да је за Русију гласано као домаћина и да они настављају несметано свој рад.
Тврдње везане за корупцију су изазвале пријетњу од Фудбалског савеза Енглеске о могућем бојкотовању првенства.

## Руска визна политика
Генерално визна политика се неће примењивати на учеснике Светског првенства и фанове који ће моћи да посете Русију без виза, непосредно пре и за време мундијала, без обзира на њихово држављанство.